# Nelsoninus maoricus
Genre
Espèce
Nelsoninus maoricus, unique représentant du genre Nelsoninus, est une espèce de pseudoscorpions de la famille des Garypinidae.

## Distribution
Cette espèce est endémique de Nouvelle-Zélande.

## Description
Nelsoninus maoricus mesure de 1,4 à 2,2 mm.

## Publication originale
- Beier, 1967 : Contributions to the knowledge of the Pseudoscorpionidea from New Zealand. Records of the Dominion Museum, Wellington, vol. 5, p. 277-303.